# Plateja
Plateja albo Plataja, również Platea – nimfa, córka Asoposa. Eponimka miasta Plateje.
Plateja jest uznawana za córkę Asoposa, boga rzeki Asopos i prawdopodobnie jego żony Metope. Plateja jest eponimką miasta Plateje, które od jej imienia miało wziąć swą nazwę.
Według podania przekazanego przez Pauzaniasza, w czasie gdy królem Platejów był Kitajron, doszło do nieporozumienia między Zeusem a Herą. Hera postanowiła nie dzielić dalej łoża ze swym małżonkiem i uciekła na Eubeę. Zgnębiony Zeus udał się do Platejów na dwór Kitajrona, który podpowiedział mu jak wybrnąć z trudnej sytuacji. Doradził mianowicie Zeusowi, by sporządził posąg kobiety, okrył go płaszczem i razem z nim kazał się wozić po Platejach wozem zaprzężonym w woły. Kiedy Hera dostrzegła małżonka i zaintrygowana zaczęła się dopytywać, odpowiedziano jej zgodnie z szerzoną przez Kitajrona opowieścią, że Zeus porwał Plateję, córkę Asoposa i zamierza ją pojąć za żonę. Oburzona Hera udała się natychmiast do Platejów, zdarła zasłonę z towarzyszki Zeusa, a ujrzawszy wyciosaną z drewna figurę wybuchnęła śmiechem. Odtąd mieszkańcy Platejów obchodzą co roku święto zaślubin Zeusa i Hery. Motyw ten stał się tematem baletu Jacques’a Autrou Platée ou Junon jalouse oraz arcydzieła Jean-Philippe’a Rameau Platée.